# Ligue d'unité ouvrière
La Ligue d’unité ouvrière (LUO) (en anglais : Workers' Unity League) est une centrale syndicale canadienne créée en 1929 et affiliée au Parti communiste du Canada et à l’Internationale communiste. Elle fut dissoute en 1935.
La ligue est créée sous l’égide de l’Internationale communiste qui entend étendre les actions des communistes aux organisations syndicales et progressives afin de les orienter vers la gauche révolutionnaire. Elle est semblable à d’autres organisations comme la Trade Union Unity League aux États-Unis et le National Minority Movement au Royaume-Uni.
La LUO est à l’époque un groupe radical chapeautant des syndicats industriels dans les secteurs miniers, forestiers, textiles du Canada. À l’opposé du Congrès des métiers et du travail du Canada et le Congrès du travail du Canada, la ligue est une organisation militante agressive résolue non seulement à organiser les travailleurs mais aussi à rassembler les chômeurs. La ligue a assuré l’organisation des plus importants conflits syndicaux des années 1930 comme le débrayage des mineurs d’Estevan en Saskatchewan, réprimé violemment par la Gendarmerie royale du Canada, des ouvriers fabricants de meubles et plumeurs à Stratford en Ontario, réprimée par l’Armée canadienne, et des bûcherons du Clérion au Québec.
En 1935, la ligue comptait 40 000 membres qui pour la plupart n’étaient pas membres du Parti communiste du Canada. La dissolution de la LUO la même année est due à un changement de politique au sein des instances internationales communistes; la montée du fascisme en Europe amènera les organisations communistes à prendre des positions plus modérées. Plusieurs membres rejoignirent le Congrès des organisations industrielles.